# 押尾川部屋

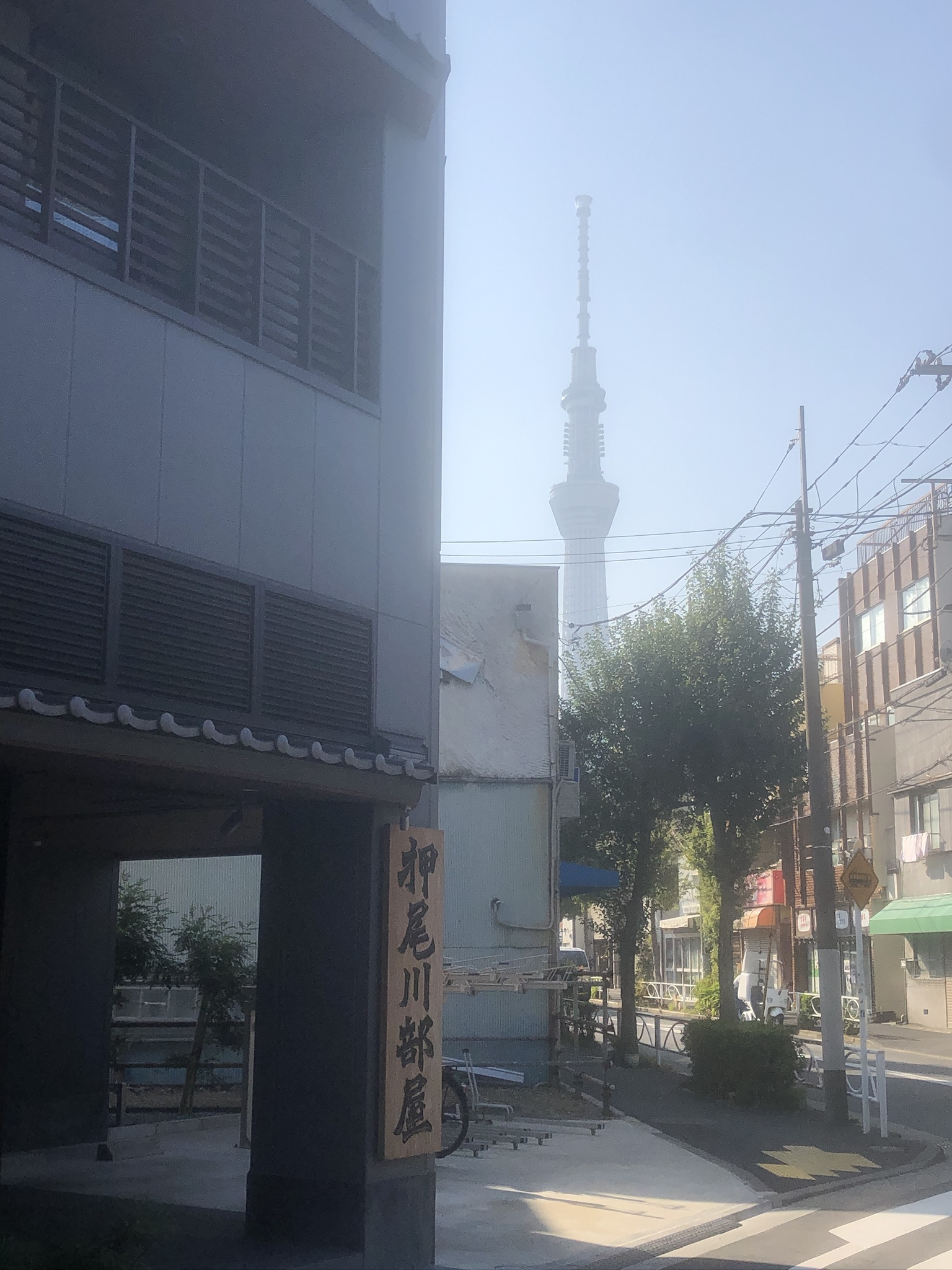
押尾川部屋と東京スカイツリー

押尾川部屋（おしおがわべや）は、日本相撲協会所属で二所ノ関一門の相撲部屋。

## 歴史

### 17代時代
1975年（昭和50年）3月28日、二所ノ関部屋の師匠・8代二所ノ関（元大関・佐賀ノ花）が急性白血病で急逝した。この時、1974年（昭和49年）11月場所限りで現役を引退して二所ノ関部屋付きになっていた17代押尾川（元大関・大麒麟）は同部屋の後継者として名乗りを上げたが、8代二所ノ関の通夜の晩に後継に名乗りを上げた大鵬（48代横綱・一代年寄）、部屋の関脇・金剛に部屋を継がせたかった8代二所ノ関未亡人との話し合いは決着がつかず後継者争いは長期化し、暫定的に二所ノ関一門の最長老であった湊川（元前頭筆頭・十勝岩）が9代二所ノ関を襲名して二所ノ関部屋を引き継いだ。
そして1975年（昭和50年）9月場所前、金剛が8代二所ノ関の次女と婚約を発表し娘婿になることで後継者争いに事実上の決着を勝ち取った。これに不満をもった17代押尾川は、同年9月3日に自分を慕う16名の力士を連れて谷中・瑞輪寺に立てこもり、二所ノ関部屋からの分家独立を申し出た。しかし独立は紛糾し、11代花籠（元前頭3枚目・大ノ海）の調停により、最終的に1975年（昭和50年）9月場所後、16名中6名（同場所で新小結の青葉城ほか）だけを連れて行くことで押尾川部屋の分家独立が承認された。このときに移籍が認められなかった幕内・天龍はそれを不服として、1年後の1976年（昭和51年）9月場所を最後に26歳で廃業して全日本プロレスに入門した。
押尾川は独立時の紛糾をバネに青葉城、益荒雄の2人の関脇をはじめ、一代で8人の幕内力士を育て上げたが、直弟子の出世頭であった益荒雄改め12代阿武松が分家独立を求めて破門同然の形で部屋を去り（大鵬部屋に移籍後阿武松部屋を独立）、その他の幕内力士も相次いで廃業・引退したため、結局2005年（平成17年）3月31日をもって部屋を閉じることになった。

### 尾車部屋預かり時代
押尾川部屋の閉鎖に伴って所属力士は尾車部屋へ移籍することを希望し、2005年（平成17年）4月1日付で若兎馬・若麒麟ら6人全員が同部屋に移籍した。力士以外には呼出の禄郎も尾車部屋に移籍したが、その他の裏方は共に呼出の志朗と吾郎は大嶽部屋に、床山の床中は錦戸部屋に移籍した。押尾川部屋付きだった11代不知火（元関脇・青葉城）は部屋閉鎖に先立って2004年（平成16年）12月1日付で尾車部屋へ移籍していた。
年寄名跡「押尾川」は17代の弟子だった若兎馬が名乗ったが2010年（平成22年）8月9日付で退職し、尾車部屋所属の豪風が取得。その後、元関脇・豪風は2019年（平成31年）1月場所限りで現役を引退して22代押尾川を襲名。22代はそれから3年間尾車部屋付きとして活動した。
2021年（令和3年）4月、22代押尾川は2022年（令和4年）春に独立する予定であると公表した。当時の報道では同時期に停年（定年）退職となる8代尾車（元大関・琴風）の後を継ぐ形で「尾車部屋」を継承する可能性があるとも報じられていた。2021年5月からは尾車部屋の公式サイトに「来春独立『押尾川部屋』誕生へ！」と題したページを掲載し、独立と新弟子募集を告知した。
2022年（令和4年）1月27日、日本相撲協会は定例理事会で尾車部屋の閉鎖と押尾川部屋の新設を共に同年2月7日付で承認した。尾車部屋所属の力士らは押尾川部屋と二所ノ関部屋へ分かれて転属することになり、旧押尾川部屋関係者では飛燕力が17年ぶりに押尾川部屋所属に戻るが、呼出の禄郎は二所ノ関部屋へ移ることになった。

### 22代による再興以降
2022年（令和4年）2月7日、22代押尾川は尾車部屋から飛燕力ら3人の力士を連れて独立し、17年ぶりに押尾川部屋を再興した。力士以外も8代尾車ら3人が尾車部屋から転属している。独立時には部屋の施設は完成していなかったため、暫定的に旧尾車部屋の施設を使用していた（東京都江東区清澄2-15-5）。
東京都墨田区文花に新築した部屋も完成し、2022年4月18日から全体稽古を始めた。部屋の看板（縦130cm、横30cm、厚さ3.5cm）は22代の出身地の北秋田市から贈呈された秋田杉のもので津谷永光市長が揮毫した。新築した建物は6階建てで、1 - 3階に押尾川部屋が入るほか、2 - 6階にシェアハウスとワンルームマンション「クリエイティブハウス文花」が入っており、入居者は稽古の見学などができる。

## 所在地
- 東京都墨田区文花3-6-3
- 東武亀戸線小村井駅徒歩7分[11]

## 師匠
- 17代：押尾川將能（おしおがわ たかよし、大関・大麒麟、佐賀）
- 22代：押尾川旭（おしおがわ あきら、関脇・豪風、秋田）

## 世話人
- 錦風真悟（にしきかぜ しんご、幕下・錦風、北海道） ※尾車部屋から移籍

## 力士

### 現役の関取経験力士
- 矢後太規（前10・北海道）※尾車部屋から移籍
- 天風健人（前13・香川）※尾車部屋から移籍
- 風賢央厳太（十8・愛媛）

### 17代時代の所属力士
押尾川部屋閉鎖時点で現役だった力士は押尾川部屋所属時代の最高位を記した。
関脇
- 青葉城幸雄（宮城）二所ノ関部屋から移籍
- 益荒雄広生（福岡）

平幕
- 恵那櫻徹（前1・岐阜）
- 騏乃嵐和稔（前2・北海道）
- 佐賀昇博（前14・佐賀）
- 大至伸行（前3・茨城）
- 日立龍栄一（前14・茨城）
- 若兎馬裕三（前11・東京）尾車部屋に移籍。

十両
- 乾龍初太郎（十5・北海道）二所ノ関部屋から移籍
- 壽山勝昭（十2・茨城）
- 盛風力秀彦（十12・青森）
- 玉麒麟安正（十6・埼玉）
- 若麒麟真一（十9・兵庫）尾車部屋移籍後に前9。

## 機関誌
いずれも17代時代（1975年～2005年）のものである。
- 押尾川部屋（江東区木場）後援会機関紙―創刊号（昭和53年8月28日）から最終号（第74号／平成16年12月23日発行）
- 後援会機関誌 押尾川部屋新聞 〈縮刷版〉グレイン・エス・ピー; 初版 (2010/11/7)